# Nangklao

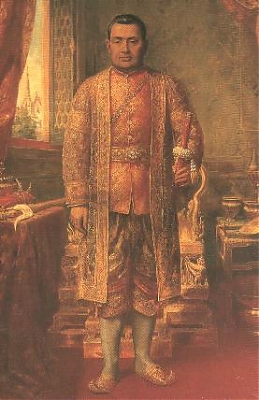
Nangklao

Phra Bat Somdet Phra Nangklao Chao Yu Hua (em tailandês:  พระบาทสมเด็จพระนั่งเกล้าเจ้าอยู่หัว) ou Rama III (Grande Palácio de Bangkok, 31 de março de 1787 – Bangkok, 2 de abril de 1851) foi o terceiro rei da Dinastia Chakri da Tailândia, governando de 21 de julho de 1824 até 2 de abril de 1851. Ele sucedeu seu pai, Buddha Loetla Nabhalai, como líder máximo do Reino de Sião. Sua sucessão não foi tradicional, pois ele era o filho de uma concubina e não da rainha consorte. Muitos estrangeiros e rivais viram sua subida ao trono como uma usurpação do direito do príncipe Mongkut, que era filho legítimo de seu pai, Buddha Loetla Nabhalai, nascido de uma rainha, Sri Suriyendra. Porém, segundo os preceitos antigos da monarquia tailandesa, o rei de direito deve emular o Maha Sammata, sendo "eleito pelo povo". Ironicamente, o príncipe Mongkut pode ter contribuído para este equívoco, pois temia que se ele própria, o filho mais novo, ascendesse ao trono, estrangeiros poderiam achar que ele fosse o usurpador, ao invés do irmão mais velho.
Durante o reinado de Nangklao, a hegemonia militar tailandesa na região foi estabelecida após vários sucessos militares, como a destruição da Rebelião Chao Anu (1826-1829), e as vitórias nas guerras contra o Vietnã em 1831–34 e 1841–45.
Seu governo foi marcado por certa prosperidade econômica e fortalecimento de sua dinastia no poder. Quando ele faleceu, em 1851, apesar dos 51 filhos gerados, ele não deixou um herdeiro com uma esposa legítima. Por isso, seu meio-irmão, o príncipe Mongkut, o sucedeu no trono da Tailândia.